# Кутас, Александра Александровна
Алекса́ндра Алекса́ндровна Кута́с (род. 5 ноября 1993, Днепропетровск) — первая в мире подиумная модель в инвалидном кресле и первая фотомодель с инвалидностью на Украине, общественный деятель, советник мэра Днепра по доступности городской инфраструктуры, актриса.

## Биография

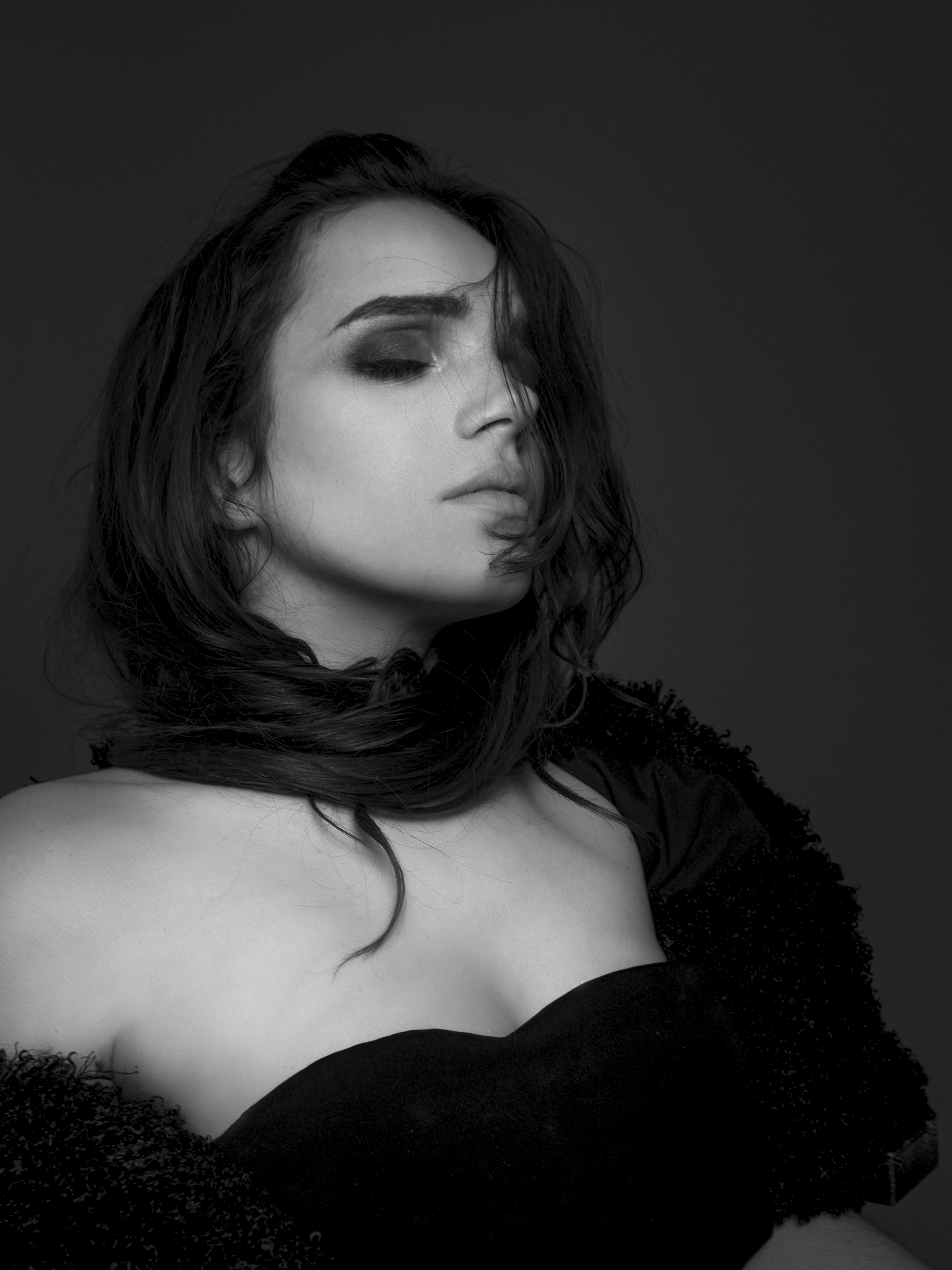
Съёмка fashion-видео

### Детство
Александра Кутас родилась в Днепропетровске. Вследствие врачебной ошибки при рождении получила травму спинного мозга и с раннего возраста передвигается при помощи инвалидного кресла. Ещё учась в школе, увлеклась журналистикой и поступила в студию телевидения и прессы. Она училась брать интервью у разных творческих людей, вести программы, ездила на фестивали. Когда студия выиграла конкурс ЮНИСЕФ, Александру выбрали, как одну из лучших юных журналистов и пригласили в Нью-Йорк за наградой.
Тогда же Александра увлеклась психологией. Детское увлечение переросло в глубокую привязанность, и по окончании школы поступила на психологический факультет ДНУ имени Олеся Гончара, на котором проучилась 4 года на дневном отделении, несмотря на неприспособленность университета.
Когда Александра окончила университет с красным дипломом, как раз начались боевые действия на востоке страны, и в Днепр начали прибывать раненые. Александра была волонтером в военном госпитале более 3 месяцев.
В 2011 Александра впервые заинтересовалась миром моды. Её вдохновили работы британского дизайнера Александра Маккуина.

На работу в модной сфере меня вдохновил Александр МакКуинн. В 1999-м году он пригласил на подиум очень красивую девушку, которой сделал невероятный протез. Я смотрела и понимала, насколько это уместно и гармонично. Самое страшное для меня — быть в сфере моды неуместной. Я хочу показать своей деятельностью: я — профессионал, а не социальный проект.— Александра Кутас для L'Officiel Online

### Карьера

#### Выставка «Разорви свои цепи»
Летом 2015 года Александра впервые приняла участие в Ukrainian Fashion Week, где познакомилась с многими деятелями моды. 16 июля она совместно с фотографом Андреем Сарымсаковым презентовала в Киеве фотовыставку «Разорви свои цепи», который был также представлен в рамках Ukrainian Fashion Week. Этот fashion-проект, призванный сломать общественные стереотипы о людях с инвалидностью, собрал множество положительных отзывов со стороны украинских и международных изданий. Американское издание The Huffington Post писало:

«В конечном счете, Александра Кутас является неотъемлемой частью реформ в индустрии моды, направленных на разрушение стереотипов о людях с особыми потребностями. Ее храбрость и настойчивость, безусловно, вдохновляют множество людей с инвалидностью не останавливаться на пути к своей мечте. По большому счету, она не просто человек, который преодолел немыслимые препятствия; она является символом будущего равенства.»
Оригинальный текст (англ.)Ultimately, Alexandra Kutas is integral to reforming the fashion industry as well as the world in terms of spreading awareness about disabled people. Her bravery and perseverance will certainly revolutionize the perception of people like her and empower more disabled individuals to follow their passions. In the big picture, she is not just an individual who surmounted unimaginable obstacles; she is a symbol for a future of equality.
— The Huffington Post

#### Показ «VIY»

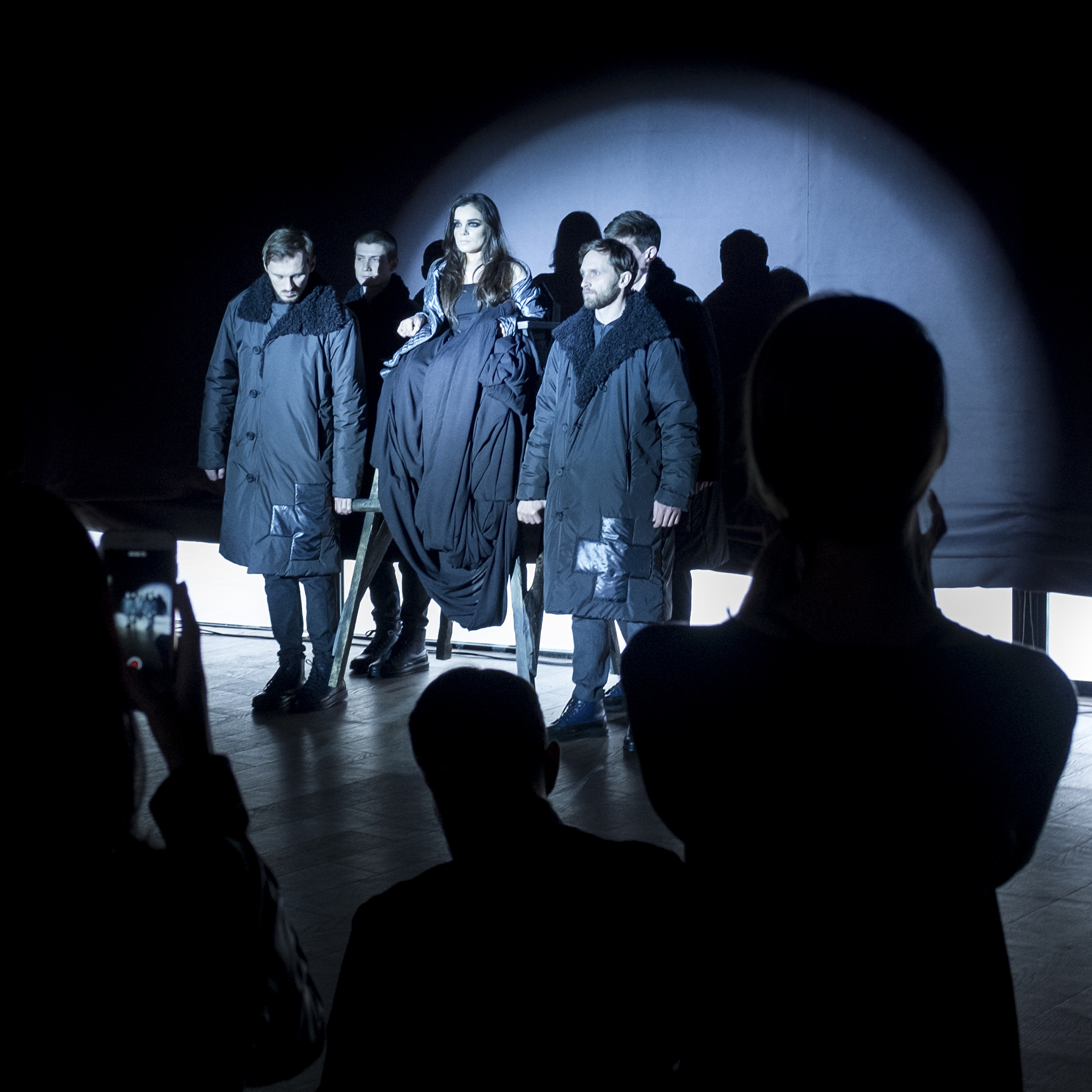
Шоу Федора Возианова

В марте 2016 года начинает сотрудничать с американским менеджером Блейком Виндом, что служит новым витком в развитии её карьеры. Осенью 2016 года встречает Федора Возианова, который впоследствии предлагает ей центральную роль на показе новой коллекции. За два месяца подготовки к показу Александра даёт более 100 интервью, в том числе на видео, собирающие множество просмотров. 30 декабря она даёт интервью международному изданию NEWSY о проблемах современной fashion-индустрии. 

В конце января 2017 года Александра с командой вела работу над первым в мире fashion-видео с моделью с инвалидностью. 

3 февраля состоялась презентация показа осень/зима 2017 «Вий». Об оригинальной задумке (Александра исполнила в показе главную роль, мужчины-модели пронесли её через подиум на троне, специально сделанном для показа) написало множество мировых газет, таких как Daily Mail и Vogue. На показе также было презентовано fashion-video Александры Кутас «Viy Prelude». 

#### Показ в Нью Йорке
В июне 2017 Кутас самостоятельно отправилась в Нью-Йорк и приняла участие в гала-показе Runway of Dreams для новой коллекции адаптивной одежды бренда Tommy Hilfiger.
Во время её поездки в Нью-Йорк, у неё было две масштабных съемки, oдна из которых была проведена для Vogue Ukraine Online. Это была первая опубликованная съемка в Vogue Ukraine Online с моделью в инвалидном кресле.

#### Первый контракт с модельным агентством
В августе 2017 года Кутас подписала свой первый контракт с модельным агентством Strawberrifox в Нью-Дели и стала первой моделью с инвалидностью на фэшн-рынке Индии.

#### Топ 30 до 30 по версии Kyiv Post
5 декабря во время шестой конференции Tiger Conference, организованной изданием Kyiv Post, была проведена церемония вручения наград Top 30 Under 30, в результате которой Кутас стала первой моделью, получившей подобную награду.

#### Награда «Fervent Global Love for Lives»
20 сентября 2018, в Тайване, Кутас стала одной из 17 победителей со всего мира.
Президент Китайской Республики Тайвань Цай Инвэнь сказала:

Хотя все победители одинаково вдохновляющие, меня особенно тронула Александра Кутас из Украины. Кутас долгое время мечтала стать моделью. Несмотря на сотни отказов, она, наконец, стала первой в своей стране моделью с инвалидностью, в этом процессе она отменила статус-кво и позволила миру увидеть истинную красоту.